# Natação nos Jogos Pan-Americanos de 2011 - 200 m livre masculino
As competições dos 200 metros livre masculino da natação nos Jogos Pan-Americanos de 2011 foram realizadas em 18 de outubro no Centro Aquático Scotiabank, em Guadalajara.

## Medalhistas
| Ouro   | CAY Brett Fraser    |
| Prata  | CAY Shaune Fraser   |
| Bronze | PAR Benjamin Hockin |

## Recordes
Antes desta competição, os recordes mundiais e olímpicos da prova eram os seguintes:
| Tipo                             | Atleta              | Tempo   | Local         | Data                | Ref |
| -------------------------------- | ------------------- | ------- | ------------- | ------------------- | --- |
|                                  | GER Paul Biedermann | 1m42s00 | Roma          | 28 de julho de 2009 | ver |
| Recorde dos Jogos Pan-Americanos | BRA Gustavo Borges  | 1m48s49 | Mar del Plata | 12 de março de 1995 | ver |

## Resultados

### Eliminatórias
Os oito melhores tempos se classificaram para a final A, onde são disputadas as medalhas, e os oito tempos seguintes para a final B.

| Pos. | Bateria | Raia | Nadador           | País               | Tempo   | Obs. |
| ---- | ------- | ---- | ----------------- | ------------------ | ------- | ---- |
| 1    | 1       | 5    | Matthew Patton    | USA Estados Unidos | 1:50.09 | QA   |
| 2    | 2       | 4    | Shuane Fraser     | CAY Ilhas Cayman   | 1:50.27 | QA   |
| 3    | 2       | 3    | Benjamin Hockin   | PAR Paraguai       | 1:50.52 | QA   |
| 4    | 2       | 5    | Cristian Quintero | VEN Venezuela      | 1:50.67 | QA   |
| 5    | 3       | 4    | Brett Fraser      | CAY Ilhas Cayman   | 1:50.75 | QA   |
| 6    | 1       | 3    | André Schultz     | BRA Brasil         | 1:50.96 | QA   |
| 6    | 3       | 3    | Daniele Tirabassi | VEN Venezuela      | 1:50.96 | QA   |
| 8    | 3       | 5    | Douglas Robison   | USA Estados Unidos | 1:51.29 | QA   |
| 9    | 1       | 4    | Nicolas Oliveira  | BRA Brasil         | 1:52.65 | QB   |
| 10   | 1       | 6    | Martín Kutscher   | URU Uruguai        | 1:53.32 | QB   |
| 11   | 1       | 7    | Gerardo Bañuelos  | MEX México         | 1:53.92 | QB   |
| 12   | 3       | 7    | Raúl Martínez     | PUR Porto Rico     | 1:54.04 | QB   |
| 13   | 1       | 2    | Gustavo Berretta  | MEX México         | 1:54.10 | QB   |
| 14   | 3       | 6    | Mateo de Angulo   | COL Colômbia       | 1:54.55 | QB   |
| 15   | 2       | 7    | Francis Despond   | CAN Canadá         | 1:54.70 | QB   |
| 15   | 2       | 2    | Mario Montoya     | CRC Costa Rica     | 1:54.70 | QB   |
| 17   | 3       | 1    | Sebastián Jahnsen | PER Peru           | 1:55.10 |      |
| 18   | 3       | 2    | Shawn Clarke      | BAR Barbados       | 1:55.77 |      |
| 19   | 2       | 6    | Federico Grabich  | ARG Argentina      | 1:55.77 |      |
| 20   | 2       | 1    | Kevin Ávila       | GUA Guatemala      | 2:00.47 |      |

### Final B
| Pos. | Raia | Nadador           | País           | Tempo   | Obs. |
| ---- | ---- | ----------------- | -------------- | ------- | ---- |
| 1    | 1    | Mario Montoya     | CRC Costa Rica | 1:53.13 |      |
| 2    | 6    | Gustavo Berretta  | MEX México     | 1:53.16 |      |
| 3    | 5    | Gerardo Bañuelos  | MEX México     | 1:53.26 |      |
| 4    | 7    | Francis Despond   | CAN Canadá     | 1:53.65 |      |
| 5    | 2    | Mateo de Angulo   | COL Colômbia   | 1:53.72 |      |
| 6    | 4    | Martín Kutscher   | URU Uruguai    | 1:53.89 |      |
| 7    | 3    | Raúl Martínez     | PUR Porto Rico | 1:54.19 |      |
| 8    | 8    | Sebastián Jahnsen | PER Peru       | 1:55.26 |      |

### Final A
| Pos.              | Raia | Nadador           | País               | Tempo   | Obs.                             |
| ----------------- | ---- | ----------------- | ------------------ | ------- | -------------------------------- |
| Medalha de ouro   | 2    | Brett Fraser      | CAY Ilhas Cayman   | 1:47.18 | Recorde dos Jogos Pan-Americanos |
| Medalha de prata  | 5    | Shaune Fraser     | CAY Ilhas Cayman   | 1:48.29 |                                  |
| Medalha de bronze | 3    | Benjamin Hockin   | PAR Paraguai       | 1:48.48 |                                  |
| 4                 | 4    | Matthew Patton    | USA Estados Unidos | 1:48.64 |                                  |
| 5                 | 8    | Douglas Robison   | USA Estados Unidos | 1:48.71 |                                  |
| 6                 | 6    | Cristian Quintero | VEN Venezuela      | 1:49.44 |                                  |
| 7                 | 1    | André Schultz     | BRA Brasil         | 1:50.04 |                                  |
| 8                 | 7    | Daniele Tirabassi | VEN Venezuela      | 1:52.31 |                                  |

Legenda
| Recorde mundial                  | Recorde mundial (World record)               |                       | Recorde africano                      | Recorde africano (African) |                                           | Q | Classificado por posição (Qualified) |
| Recorde dos Jogos Pan-Americanos | Recorde pan-americano (Pan-American record)  | Recorde da América    | Recorde da América (Americas)         | q                          | Classificado por melhor tempo (Qualified) |   |                                      |
| Melhor marca do ano              | Melhor marca do ano (World leading)          | Recorde asiático      | Recorde asiático (Asian)              | DNS                        | Não largou (Did not start)                |   |                                      |
| Recorde nacional                 | Recorde nacional (National record)           | Recorde europeu       | Recorde europeu (European)            | DNF                        | Não terminou (Did not finish)             |   |                                      |
| Recorde pessoal                  | Recorde pessoal do atleta (Personal best)    | Recorde da Oceania    | Recorde da Oceania (Oceania)          | DSQ / DQ                   | Desclassificado (Disqualified)            |   |                                      |
| Recorde da temporada             | Recorde da temporada do atleta (Season best) | Recorde sul-americano | Recorde sul-americano (South America) | NM                         | Sem marca (No mark)                       |   |                                      |